# Дискографија Дарка Рундека
Дарко Рундек је југословенски и хрватски певач. Певачку каријеру је започео у групи Хаустор, да би 90-их започео соло каријеру. Са својим сарадницима је оснивао бендове Cargo оркестар, Cargo трио и Екипа.
Рундек је издао 4 соло албума, 3 албум са Cargo оркестром, 2 албума са Cargo триом и један албум са Екипом. Такође је издат албум у сарадњи са Џез оркестром ХРТ-а.

## Албуми

### Студијски

#### Соло
| Назив                    | Детаљи                                                    | Позиција         |
| ------------------------ | --------------------------------------------------------- | ---------------- |
| Апокалипсо               | - Година: 1996. - Издавач: Јабукатон - Формат: ЦД, АК, ЛП | ХДУ (Хрватска):1 |
| У широком свијету        | - Година: 2000. - Издавач: Јабукатон - Формат: ЦД, АК     | Н/Д              |
| Руке                     | - Година: 2002. - Издавач: Менарт - Формат: ЦД, АК, ЛП    | ХДУ (Хрватска):1 |
| Баладе Петрице Керемпуха | - Година: 2008. - Издавач: Менарт - Формат: ЦД            | Н/Д              |

#### Cargo оркестар
| Назив                  | Детаљи                                         |
| ---------------------- | ---------------------------------------------- |
| Mhm a-ha oh yeah da-da | - Година: 2006. - Издавач: Менарт - Формат: ЦД |

#### Cargo трио
| Назив       | Детаљи                                         | Позиција         |
| ----------- | ---------------------------------------------- | ---------------- |
| Плави авион | - Година: 2010. - Издавач: Менарт - Формат: ЦД |                  |
| Мостови     | - Година: 2015. - Издавач: Менарт - Формат: ЦД | ХДУ (Хрватска):1 |

#### Екипа
| Назив           | Детаљи                                             | Позиција         |
| --------------- | -------------------------------------------------- | ---------------- |
| Брисани простор | - Година: 2020. - Издавач: Менарт - Формат: ЦД, ЛП | ХДУ (Хрватска):1 |